# Istituto Lombardo Accademia di Scienze e Lettere

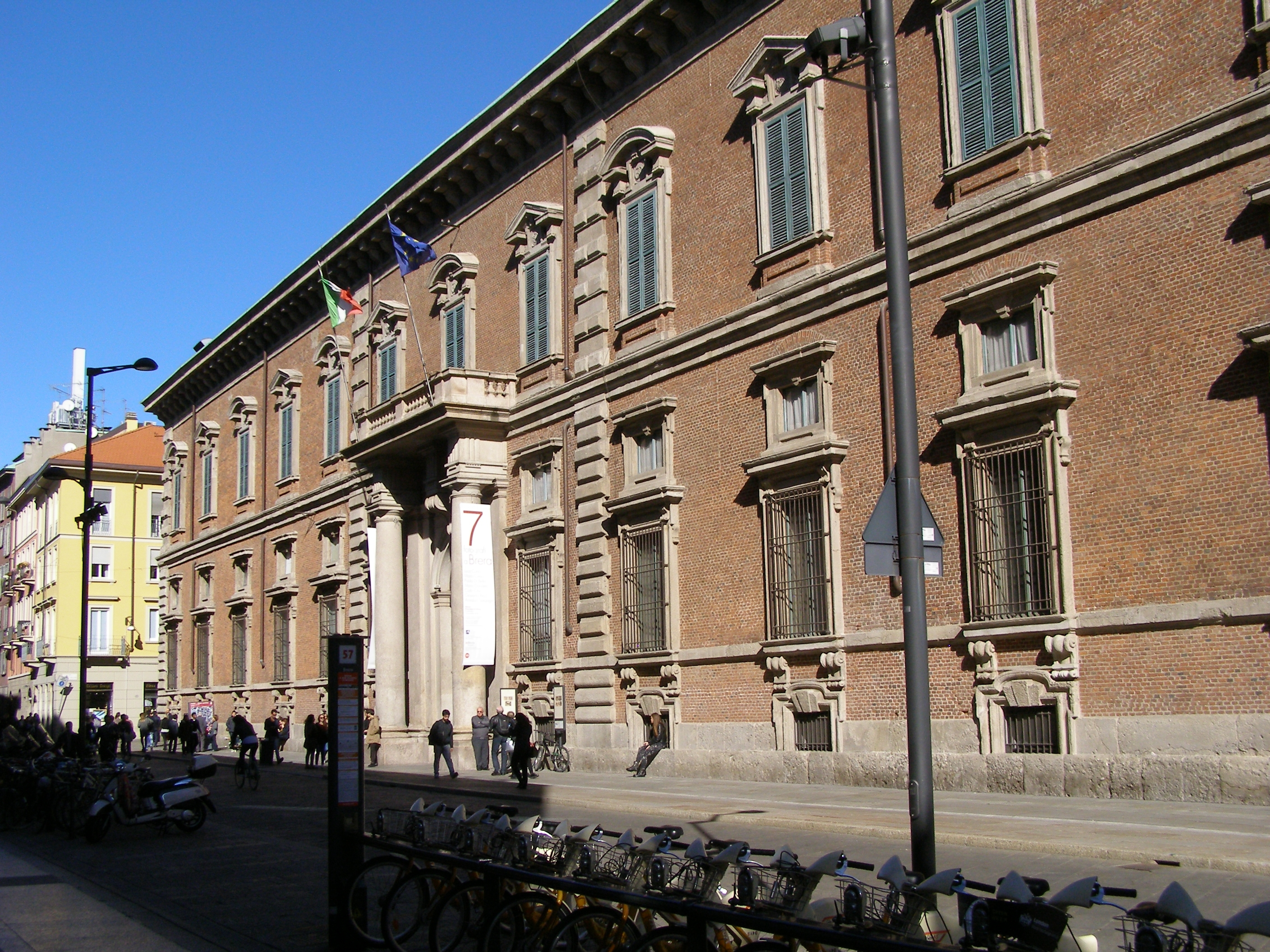
Palazzo di Brera, Sitz der Akademie

Das Istituto Lombardo Accademia di Scienze e Lettere (kurz Istituto Lombardo) wurde 1838 in Mailand als wissenschaftliche, Literatur- und Kunst-Akademie und Nachfolgerin einer von Napoleon I. 1797 gegründeten Akademie ins Leben gerufen. Heute ist es eine staatliche italienische Wissenschaftsakademie.
Napoleon gründete sie als Akademie der Cisalpinischen Republik (Istituto Nazionale della Repubblica Cisalpina) mit Sitz in Bologna. Zuerst sollte sie maximal 60 Mitglieder haben, die erste Hälfte wurde von Napoleon ernannt mit Alessandro Volta als Präsident. 1810 wurde sie auf Wunsch der Mitglieder von Napoleon umbenannt in Istituto Reale di Scienze, Lettere ed Arti mit Sitz in Mailand im Palazzo di Brera, wo heute noch der Hauptsitz ist. Ableger gab es in Bologna, Venedig, Padua und Verona. Die Neugründung erfolgte 1838, gleichzeitig mit der Gründung einer Akademie in Venedig. 1859 übernahm die Regierung von Piemont die Akademie (sie ging also von habsburgischen in italienischen Besitz). 1863 erhielten sie auch eine Anerkennung durch den neuen italienischen König (Regio Istituto Lombardo di Scienze e Lettere, später wurde noch e arte hinzugefügt).
Es wird zwar vom Kultusministerium getragen, hat aber eine autonome Verwaltung.
Nach seinem Statut gibt es eine Abteilung Mathematik und Naturwissenschaften mit fünf Sektionen (Mathematik, Physik und Chemie, Ingenieurwissenschaft und Architektur, Naturwissenschaft, Medizin) mit 124 ständigen Mitgliedern, 60 nicht ständigen und 40 ausländischen Mitgliedern, und eine Abteilung Moralwissenschaft mit drei Sektionen (Philologie und Linguistik, Geschichtswissenschaft und Philosophie, Politikwissenschaft und Ökonomie) mit 120 ständigen Mitgliedern, 60 nicht-ständigen und 44 ausländischen Mitgliedern.
Die ursprünglich vorhandenen Sektionen für bildende Kunst und Literatur gibt es nicht mehr.
Bibliothek und Verwaltung sind außerdem im Palazzo Landriani.